# Pepe Reyes Cup
Superpuchar Gibraltaru w piłce nożnej (ang. Pepe Reyes Cup) – trofeum przyznawane zwycięskiej drużynie meczu rozgrywanego pomiędzy aktualnym Mistrzem Gibraltaru oraz zdobywcą Pucharu Gibraltaru w danym sezonie (jeżeli ta sama drużyna wywalczyła zarówno mistrzostwo, jak i Puchar kraju - to jej przeciwnikiem zostaje wicemistrz kraju).

## Historia
W 2000 roku postanowiono organizować nowy turniej, rozgrywany przed rozpoczęciem sezonu, pomiędzy mistrzem First Division a Rock Cup z poprzedniego sezonu. Ten nowy turniej otrzymał nazwę Pepe Reyes Cup na cześć José Pepe Reyesa, prezesa GFA w latach dziewięćdziesiątych XX wieku. Pierwszy pojedynek rozegrano 7 października 2000 roku. W tym meczu Glacis United F.C. pokonał w rzutach karnych 6:5 Gibraltar United F.C. (2:2 po dogrywce).
W 2009 Superpuchar nie rozgrywano, tak jak Lincoln wygrał dublet w sezonie 2008/09, ale Shamrock 101 FC (wicemistrz ligi oraz finalista Pucharu) został zdyskwalifikowany z ligi przed rozpoczęciem sezonu 2009/10, więc mecz został odwołany. Również w 2020 z powodu pandemii COVID-19 rozgrywki zostały odwołane.

## Format
Mecz o Superpuchar Gibraltaru rozgrywany jest przed rozpoczęciem każdego sezonu. W przypadku remisu po upływie regulaminowego czasu gry przeprowadza się dogrywka. Jeżeli i ona nie wyłoni zwycięzcę, to od razu zarządzana jest seria rzutów karnych. 

## Zwycięzcy i finaliści
| Sezon                                   | K | K | T  | Zwycięzca            | Wynik              | Finalista             | Data, miejsce                   | Uwagi                         |
| Puchar Pepe Reyes (ang. Pepe Reyes Cup) |   |   |    |                      |                    |                       |                                 |                               |
| 2000                                    |   |   | 1  | Glacis United F.C.   | 2:2 pd. (k. 6:5)   | Gibraltar United F.C. | 7.10.2000, Victoria, Gibraltar  |                               |
| 2001                                    |   |   | 1  | Lincoln ABG FC       | 3:1                | Gibraltar United F.C. | 1.10.2001, Victoria, Gibraltar  |                               |
| 2002                                    |   |   | 2  | Newcastle United FC  | 2:0                | Gibraltar United F.C. | 9.11.2002, Victoria, Gibraltar  |                               |
| 2003                                    |   |   | 1  | Manchester United FC | 1:0                | Newcastle United FC   | 1.10.2003, Victoria, Gibraltar  |                               |
| 2004                                    |   |   | 3  | Newcastle United FC  | 3:1                | Gibraltar United F.C. | 1.10.2004, Victoria, Gibraltar  |                               |
| 2005                                    |   |   | 2  | Glacis United F.C.   | 1:1 pd. (k. ?:?)   | Newcastle United FC   | 1.10.2005, Victoria, Gibraltar  |                               |
| 2006                                    |   |   | 2  | Manchester United FC | 1:1 pd. (k. 4:2)   | Newcastle United FC   | 1.10.2006, Victoria, Gibraltar  |                               |
| 2007                                    |   |   | 4  | Lincoln FC           | 3:1                | Manchester United FC  | 1.10.2007, Victoria, Gibraltar  |                               |
| 2008                                    |   |   | 5  | Lincoln FC           | 3:1                | Manchester United FC  | 24.01.2009, Victoria, Gibraltar |                               |
| 2009                                    |   |   |    |                      |                    |                       |                                 | nie rozgrywano                |
| 2010                                    |   |   | 6  | Lincoln FC           | 1:0                | St Joseph’s F.C.      | 3.10.2010, Victoria, Gibraltar  |                               |
| 2011                                    |   |   | 7  | Lincoln OSG FC       | 1:1 pd. (k. 5:4)   | Glacis United F.C.    | 3.10.2011, Victoria, Gibraltar  |                               |
| 2012                                    |   |   | 1  | St Joseph’s F.C.     | 2:0                | Lincoln Red Imps FC   | 8.12.2012, Victoria, Gibraltar  |                               |
| 2013                                    |   |   | 8  | Lincoln Red Imps FC  | 2:2 pd. (k. 11:10) | St Joseph’s F.C.      | 5.10.2013, Victoria, Gibraltar  |                               |
| 2014                                    |   |   | 9  | Lincoln Red Imps FC  | 1:0                | Manchester 62 F.C.    | 16.08.2014, Victoria, Gibraltar |                               |
| 2015                                    |   |   | 10 | Lincoln Red Imps FC  | 3:2                | Europa FC             | 19.09.2015, Victoria, Gibraltar |                               |
| 2016                                    |   |   | 1  | Europa FC            | 2:0                | Lincoln Red Imps FC   | 18.09.2016, Victoria, Gibraltar |                               |
| 2017                                    |   |   | 11 | Lincoln Red Imps FC  | 2:2 pd. (k. 3:1)   | Europa FC             | 24.09.2017, Victoria, Gibraltar |                               |
| 2018                                    |   |   | 2  | Europa FC            | 1:1 pd. (k. 4:2)   | Lincoln Red Imps FC   | 12.08.2018, Victoria, Gibraltar |                               |
| 2019                                    |   |   | 3  | Europa FC            | 1:0                | Lincoln Red Imps FC   | 11.08.2019, Victoria, Gibraltar |                               |
| 2020                                    |   |   |    |                      |                    |                       |                                 | nie rozgrywano przez COVID-19 |
| 2021                                    |   |   | 4  | Europa FC            | 3:1                | Lincoln Red Imps FC   | 22.09.2021, Victoria, Gibraltar |                               |
| 2022                                    |   |   | 12 | Lincoln Red Imps FC  | 1:0                | Europa FC             | 13.09.2022, Victoria, Gibraltar |                               |

Uwagi:

- wytłuszczono i kursywą oznaczone zespoły, które w tym samym roku wywalczyły mistrzostwo i Puchar kraju (dublet),
- wytłuszczono zespoły, które zdobyły mistrzostwo kraju,
- kursywą oznaczone zespoły, które zdobyły Puchar kraju.

## Statystyka

### Klasyfikacja według klubów
W dotychczasowej historii finałów o Superpuchar Gibraltaru na podium oficjalnie stawało w sumie 6 drużyn. Liderem klasyfikacji jest Lincoln Red Imps, który zdobył trofeum 12 razy.
Stan na 31.12.2022. 
| Lp. | Klub                  | Zdobywca | Finalista           | Zwycięskie sezony      | Przegrane finały       |    |   |                                                                        |                                                |
| --- | --------------------- | -------- | ------------------- | ---------------------- | ---------------------- | -- | - | ---------------------------------------------------------------------- | ---------------------------------------------- |
| Lp. | Klub                  | 1.       | Lincoln Red Imps FC | Zwycięskie sezony      | Przegrane finały       | 12 | 8 | 2001, 2002, 2004, 2007, 2008, 2010, 2011, 2013, 2014, 2015, 2017, 2022 | 2003, 2005, 2006, 2012, 2016, 2018, 2019, 2021 |
| 2.  | Europa FC             | 4        | 3                   | 2016, 2018, 2019, 2021 | 2015, 2017, 2022       |    |   |                                                                        |                                                |
| 3.  | Manchester 62 F.C.    | 2        | 3                   | 2003, 2006             | 2007, 2008, 2014       |    |   |                                                                        |                                                |
| 4.  | Glacis United F.C.    | 2        | 1                   | 2000, 2005             | 2011                   |    |   |                                                                        |                                                |
| 5.  | St Joseph’s F.C.      | 1        | 2                   | 2012                   | 2010, 2013             |    |   |                                                                        |                                                |
| 6.  | Gibraltar United F.C. | 0        | 4                   |                        | 2000, 2001, 2002, 2004 |    |   |                                                                        |                                                |

### Klasyfikacja według kwalifikacji
| Tytuł                       | Zwycięstw | Finałów |
| --------------------------- | --------- | ------- |
| Mistrz Gibraltaru           | 12        | 10      |
| Zdobywca Pucharu Gibraltaru | 13        | 8       |
| Wicemistrz Gibraltaru       | 5         | 8       |